# عصفلدين منتشر
العِصْفَلْدِين المنتشر (باللاتينية: Asphodeline prolifera) نوع نباتي ينتمي إلى جنس العِصْفَلْدِين من الفصيلة الزانثوروية (باللاتينية: Xanthorrhoeaceae).

## الموطن والانتشار
الموطن الأصلي لهذا النوع تركيا والقوقاز.

## مرادفات للاسم
- (باللاتينية: Asphodelus prolifer M. Bieb.)
- (باللاتينية: Anthericum dendroides Hoffm.)
- (باللاتينية: Asphodeline dendroides (Hoffm.) Woronow)